# Wolffhugelia matercula
Wolffhugelia matercula är en hakmaskart som beskrevs av Mane-Garzon och Dei-Cas 1974. Wolffhugelia matercula ingår i släktet Wolffhugelia och familjen Neoechinorhynchidae. Inga underarter finns listade i Catalogue of Life.